# パウロ・ヴィニシウス・ソウザ・ドス・サントス
パウロ・ヴィニシウス・ソウザ・ドス・サントス（Paulo Vinícius Souza dos Santos , 1990年2月21日 - ）は、ブラジル・サンパウロ州サンパウロ出身のサッカー選手。ギリシャ・スーパーリーグ・レヴァディアコスFC所属。元ハンガリー代表。ポジションはディフェンダー（センターバック）。

## クラブ歴
2008年に地元のサンパウロと契約するも、翌年ウルグアイに渡りリーベル・プレート・モンテビデオと契約。2010年4月25日のラシン・クルブ・デ・モンテビデオ戦でプロデビュー。2011年5月15日のCAペニャロール戦でプロ初ゴールを決めた。
2011年8月13日、ハンガリーリーグのヴィデオトンと契約。2014-15、2017-18シーズンはリーグ優勝。2018-19シーズンは国内カップ戦マジャル・クパで優勝するなど、10年にわたり中心選手として活躍した。
2019-20シーズン限りでヴィデオトンとの契約が満了。2020年7月31日にナシオナルと契約した。

## 代表歴
2017年にハンガリー国籍を取得。ハンガリー代表でのプレーが可能になり、同年3月25日の2018 FIFAワールドカップ・ヨーロッパ予選のポルトガル戦で代表デビュー。しかし、クリスティアーノ・ロナウドに2ゴールを決められるなど0-3で敗戦。予選リーグ敗退に終わり、UEFA主催の国際大会出場にも至っていない。